# Устье (Конаковский район)
Устье — деревня в Конаковском районе Тверской области России, входит в состав Первомайского сельского поселения.

## География
Деревня расположена на левом берегу Волги в устье реки Созь в 7 км на юго-восток от центра поселения посёлка 1-е Мая и в 11 км (по воде) на север от райцентра города Конаково.

## История
В 1821 году в селе была построена каменная Троицкая церковь, метрические книги с 1780 года.
В конце XIX — начале XX века село входило в состав Николо-Созинской волости Корчевского уезда Тверской губернии.
С 1929 года деревня являлась центром Устьинского сельсовета Конаковского района Кимрского округа Московской области, с 1935 года — в составе Калининской области, в 1937—1959 годах — в составе Оршинского района, с 1994 года — в составе Первомайского сельского округа, с 2005 года — в составе Первомайского сельского поселения.

## Население
| 1859 | 1887 | 2002 | 2010 |
| ---- | ---- | ---- | ---- |
| 292  | ↘267 | ↘17  | ↗18  |